# Sloanea caribaea
Sloanea caribaea là một loài thực vật có hoa trong họ Côm. Loài này được Krug & Urb. ex Duss miêu tả khoa học đầu tiên năm 1896 publ. 1897.